# Pavonia glechomifolia
Pavonia glechomifolia là một loài thực vật có hoa trong họ Cẩm quỳ. Loài này được (A. Rich.) Garcke mô tả khoa học đầu tiên năm 1867.